# 广东食品药品职业学院
广东食品药品职业学院，简称广药职院，位于广东省广州市，是经广东省人民政府批准、国家教育部备案的广州市属普通高校，学校代码:12573。

## 钟落潭校区
广东食品药品职业学院钟落潭校区首期工程，位于广州市白云区钟落潭镇新村、登塘村地段（广州科技职业技术大学广州校区东侧），于2017年2月26日获批，2025年1月6日通过竣工联合验收。